# Le infernali macchine del desiderio del dottor Hoffman
Le infernali macchine del desiderio del dottor Hoffman o semplicemente Le infernali macchine del desiderio (The Infernal Desire Machines of Doctor Hoffman), pubblicato negli Stati Uniti con il titolo di The War of Dreams ("La guerra dei sogni"), è un romanzo di Angela Carter, edito nel 1972. Quest'opera picaresca è fortemente influenzata dal surrealismo, dal romanticismo, dalla teoria critica e da altre branche della filosofia continentale. Il suo stile è un amalgama di realismo magico e pastiche postmoderno. Il romanzo è stato definito finzione teoretica, perché chiama chiaramente in causa alcuni degli elementi teoretici del suo tempo, e in particolar modo il femminismo, i mass media e la controcultura.
Ambientato in un paese sudamericano non meglio specificato, il romanzo vede Desiderio, un ministro governativo della capitale, sotto l'attacco delle macchine del dottor Hoffman che distorcono la realtà. Desiderio parte alla ricerca dell'insegnante di fisica di Hoffman, per portarlo al castello del dottore. Rifiutando un'imprigionata ma ciononostante eterna soddisfazione dei suoi desideri (sessuali) nella forma di Albertina, la figlia sessualmente ambivalente del dottor Hoffman, egli uccide sia il dottore sia la futura amante, ripristinando così la realtà.

## Trama
Il romanzo presenta la storia dal punto di vista di Desiderio, membro ministeriale della capitale del paese attaccata dalle macchine del desiderio del dottor Hoffman. Con queste macchine egli espande le dimensioni del tempo e dello spazio, lasciando che dei miraggi in continua evoluzione siano presenti nella stessa dimensione del reale. A Desiderio, pur indifferente alle invadenti apparizioni, viene in visita notturna una donna di vetro, manifestazione di Albertina, figlia di Hoffman e futura amante di Desiderio. Diversamente dal protagonista, molte persone impazziscono dopo queste apparizioni, e la città, tagliata fuori da ogni comunicazione con il mondo esterno, diventa un luogo in balia della follia e del crimine, dando così origine a uno stato di emergenza. Agli ordini del Ministro della Determinazione, Desiderio parte sotto copertura per cercare di assassinare il dottor Hoffman.
Mentre sta per raggiungere la prima tappa della sua missione, si imbatte nel professore di fisica del dottor Hoffman, che ora è il cieco proprietario di un locale a luci rosse. Durante l'intero romanzo Desiderio ha modo di visitare più volte le esibizioni sessuali del locale, scoprendo così che queste condividono numerose somiglianze con gli eventi della sua stessa vita. Nel raggiungere la sua prima destinazione, l'ufficio del sindaco del paese di S., Desiderio scopre che il sindaco è scomparso. Così si reca nell'abitazione dell'uomo, dove ha un rapporto sessuale con la figlia sonnambula, Mary Anne, durante il suo stato di incoscienza. Quando Mary Anne verrà trovata morta, i membri sleali della Polizia della Determinazione accusano Desiderio, il quale però riesce a fuggire. D'ora in poi egli si ritrova coinvolto in numerose avventure selvagge, che il romanzo rappresenta con diverse scene erotismo che non escludono tabù sessuali. Albertina accompagna segretamente Desiderio in tali avventure.
Desiderio vive per un certo tempo insieme alla gente del fiume, famiglie amerindie che abita su grandi barche. Successivamente si unisce a un circo itinerante, dove rimane affascinato dall'esibizione degli Acrobati del Desiderio. Dopo un evento tragico, un conte lituano, in fuga dalla collera di un protettore di colore, lo fa entrare nella sua compagnia. Insieme al conte, Desiserio riesce a sottrarsi dal suo destino di diventare vittima del cannibalismo sulla costa africana. A questo punto Albertina si scopre e lo conduce attraverso i paesaggi del Tempo Nebuloso dove una comunità di centauri li adotta entrambi. Anche qui, però, la loro vita è ben presto in pericolo, e i due devono precipitarsi al castello di Hoffman, dove il dottore illustra il suo piano di ridurre il mondo ai suoi più basilari costituenti con l'aiuto di Desiderio e Albertina. Nonostante il protagonista ami la figlia di Hoffman, egli alla fine sceglie la realtà al soddisfacimento del suo desiderio, uccidendo sia il dottore sia Albertina. Di conseguenza Desiderio diventa l'eroe conclamato della Grande Guerra, anche se continua a desiderare la sua amata ormai morta.

## Struttura
Le infernali macchine del desiderio del dottor Hoffman è una narrazione in prima persona. Desiderio racconta gli eventi del suo passato con qualche riferimento alla seconda persona: "sono stato io a ucciderla. Ma non dovete aspettarvi una storia d'amore o di omicidi, ma una storia d'avventura picaresca o persino eroica". La Carter rappresenta in modo ornamentale molti degli avvenimenti di Desiderio e "defamiliarizza" il lettore lungo il romanzo. Nell'introduzione dell'opera Desiderio sostanzialmente svela la fine e il climax. Questa scelta formale si ripete lungo l'opera laddove la Carter fa costante riferimento all'esito degli eventi che ancora non sono accaduti.

## Personaggi
Dottor Hoffman: uno scienziato malvagio e sadico, simile al Dottor Faust. È l'antagonista e il diabolico avversario del romanzo. Padroneggia con maestria la fisica e sorpassa il suo insegnante. Usa la sua abilità per creare una nuova forma di realtà dove nulla è legato al tempo e alle normali leggi della fisica. Grazie all'aiuto del suo collega Mendoza, scopre che l'"erotoenergia" è in grado di mettere in moto le sue macchine del desiderio con una forza onnipotente e infinita. Egli usa le sue macchine del desiderio per alimentare d'energia la sua nuova realtà.
Desiderio: narratore e protagonista dell'opera. All'inizio del romanzo egli è un uomo anziano che racconta gli avvenimenti della sua vita che lo resero un eroe. Da giovane era un sardonico membro ministeriale e le complesse immagini prodotte dalle macchine del desiderio lo annoiavano, e non riusciva ad arrender visi. Fu questo a farlo restare vivo. L'eroina dell'opera, Albertina, popola i suoi desideri e lo seduce costantemente. Nonostante il suo amore per lei, alla fine Desiderio la uccide. 
Albertina: figlia del dottor Hoffman, di cui sostiene le imprese e gli ideali. L'anagramma del suo nome, in inglese, è trainable, cioè "ammaestrabile", cosa che potrebbe spiegare la sua irragionevole devozione, come avesse subito il lavaggio del cervello, nei confronti del padre. È la compagna spirituale di Desiderio ed è estremamente attraente. Vuole utilizzare l'energia proveniente dall'amore tra lei e Desiderio per azionare le onnipotenti macchine del desiderio, accrescendo così il potere del padre.
Il ministro: lavora con Desiderio e governa in sostanza la città finché il dottor Hoffman non dichiara guerra alla ragione umana.  Nonostante la sua invidia per il potere dello scienziato, è risoluto nel voler fermare lo strambo spettacolo che questi ha creato. Per ricostituire la società, crea dei laboratori che testano la realtà per scoprire i metodi segreti del dottore.
Il conte: egotistico e volgare viaggiatore che convince Desiderio a seguire la sua compagnia. Nella sua arroganza, afferma di vivere "solo per negare il mondo" e di viaggiare seguendo i suoi desideri erotici (p. 123). Benché generalmente imperterrito, il conte rivela la sua paura per il protettore di colore che vuole ucciderlo. Albertina dirà a Desiderio che il padre considerava il conte una minaccia ai propri piani.

## Temi

### Femminismo
Il femminismo è uno dei temi fondamentali esplorati da Carter in questo romanzo. Sebbene tutti i suoi personaggi femminili siano delle vittime, esse non perdono mai il loro desiderio sessuale. "Invece di desessualizzare e conseguentemente de umanizzare le sue eroine, Carter crea delle donne sessuate persino quando i loro desideri appaiono indesiderabili dal punto di vista femminista". Questo "desiderio indesiderabile" rappresenta le protagoniste come persone forti e difficili da spezzare, sostenendo le sue concezioni femministe.

### Natura
L'onnipotenza della natura svolge un importante ruolo all'interno del romanzo. Nonostante la potenza delle macchine del desiderio del dottor Hoffman, la forza della natura non può essere alterata né impedita. "In un primo momento pensai che la frana fosse opera del dottor Hoffman, ma nessuna logica, per quanto tortuosa, avrebbe potuto giustificare un tale disastro" (p. 120). Questo tema si ripete successivamente allorché una tempesta distrugge la nave del conte e a momenti uccide tutto l'equipaggio.

### Ragione vs. desiderio
Desiderio è costantemente combattuto tra logica e amore. Egli è chiaramente attratto e innamorato di Albertina, la quale però insidia la sua missione e si schiera sempre dalla parte di ciò che egli non condivide. Ella sostiene apertamente l'uso che suo padre fa delle macchine del desiderio per distorcere la realtà ed egli deve dunque prendere una difficilissima decisione. Alla fine la logica prevale, come Desiderio aveva dichiarato nelle prime pagine: "Il mio desiderio non può mai essere asservito e chi lo sa meglio di me? Perché sono stato io a ucciderla" (p. 14).

### Ricerca della vera identità
Questo tema compare in tutte le avventure di Desiderio. Egli gira di città in città esplorando culture diverse, ognuna delle quali colpisce una parte diversa della sua identità. La gente del fiume indossa maschere ed esibisce un trucco pesante, mentre la Casa dell'Anonimato costringe Desiderio a portare una maschera ridicola per tutto il tempo. Nel suo viaggio il protagonista è costretto a trovare la sua vera identità mentre viene bombardato da illusioni e distrazioni. 

### Effetto dei media sulla società
Le macchine del dottor Hoffman che stimolano illusioni creano il medesimo effetto di giornali, riviste, televisione e siti web del mondo odierno. I mass media influiscono costantemente sui pensieri, le emozioni e le convinzioni delle persone. Nel romanzo Carter chiede al lettore di definire ciò che è reale e ciò che è illusorio. Le macchine di Hoffman continuano a "proiettare rappresentazioni nel mondo". Nel mondo moderno "la tecnologia rende possibile il regno delle immagini" (Suleiman, p. 111) e Angela Carter diffida delle immagini perché possono rivelarsi pure illusioni.

## Rilevanza letteraria e ricezione
Jeff VanderMeer descrisse Le infernali macchine del desiderio del dottor Hoffman come "il più bel romanzo surrealista degli ultimi trent'anni.  Cattura perfettamente le idee e gli ideali della bellezza surrealista".
Nel New York Times, William Hjortsberg consigliò il romanzo, osservando l'attenzione al dettaglio e sostenendo, durante la lettura, che "ci si dimentica subito che il terreno che Carter scruta con tanta cura è l'interno della sua stessa immaginazione, perché il mondo che descrive diventa reale come un resoconto naturalista". Tuttavia egli disapprovò la prolissità della scrittrice e il suo abuso dell'astrazione, delle similitudini e delle metafore. 
Al contrario dei suoi precedenti romanzi, Le infernali macchine del desiderio del dottor Hoffman non riscosse notevole successo commerciale.

## Edizioni
- Angela Carter, The Infernal Desire Machines of Doctor Hoffman, Penguin Group, 2010.